# Kalendarium historii Haiti

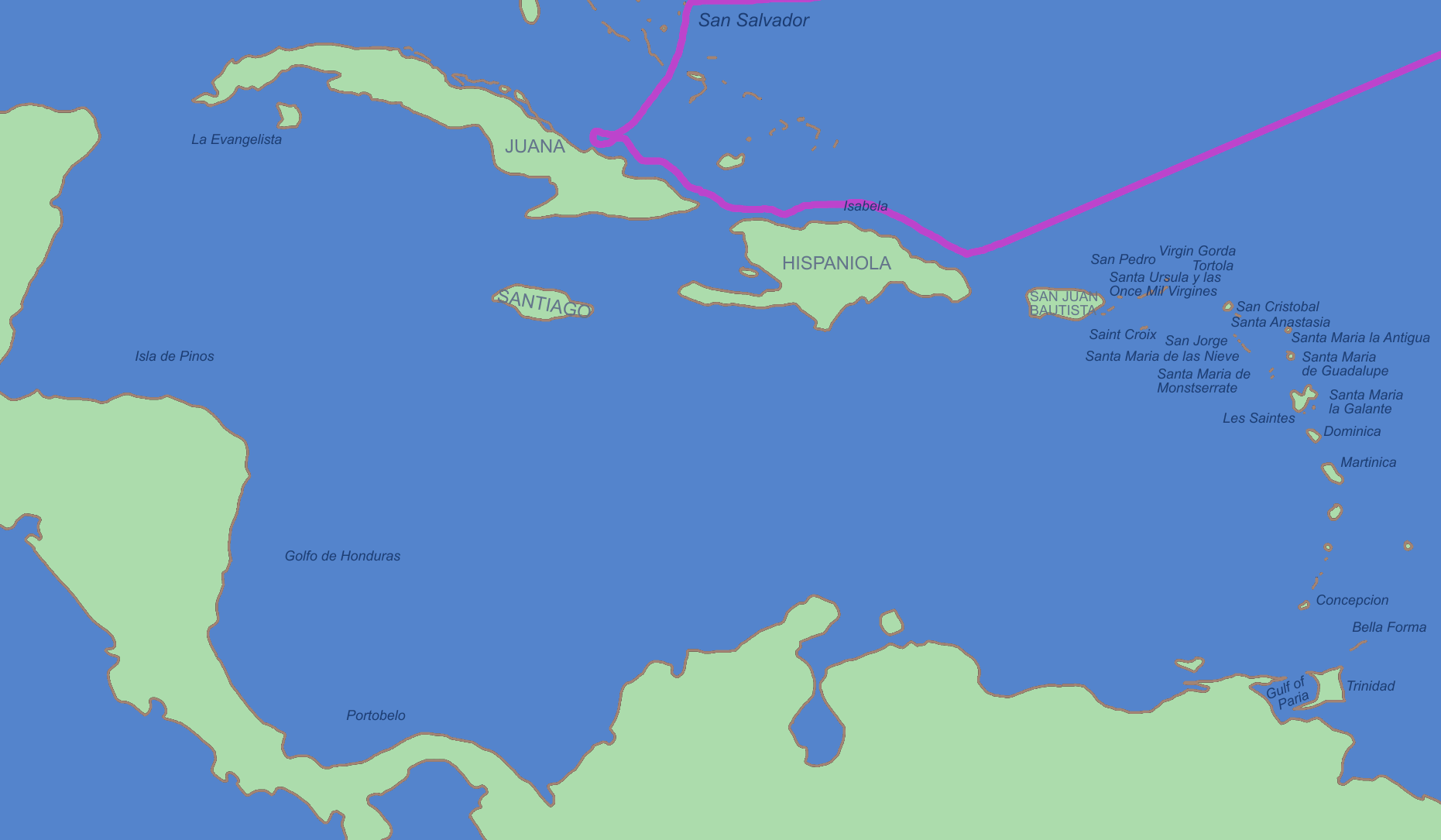
Wyprawa Kolumba z 1492

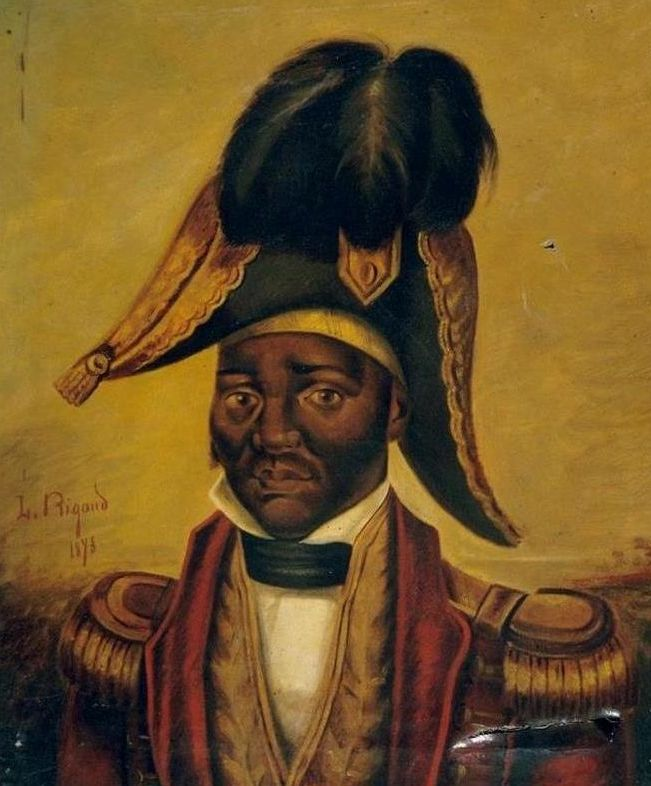
Jean-Jacques Dessalines

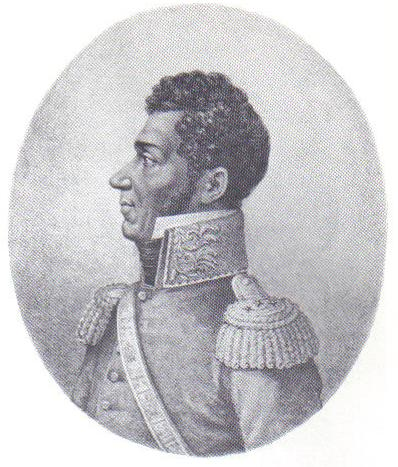
Jean-Pierre Boyer

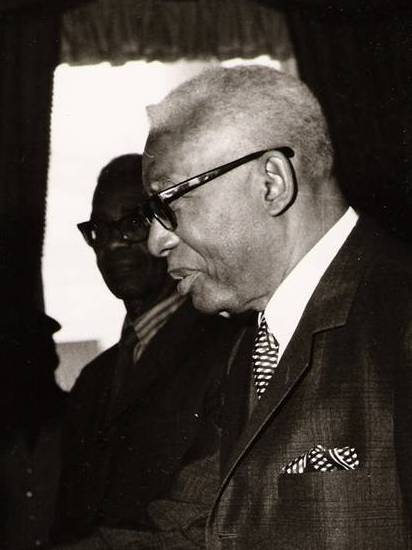
François Duvalier

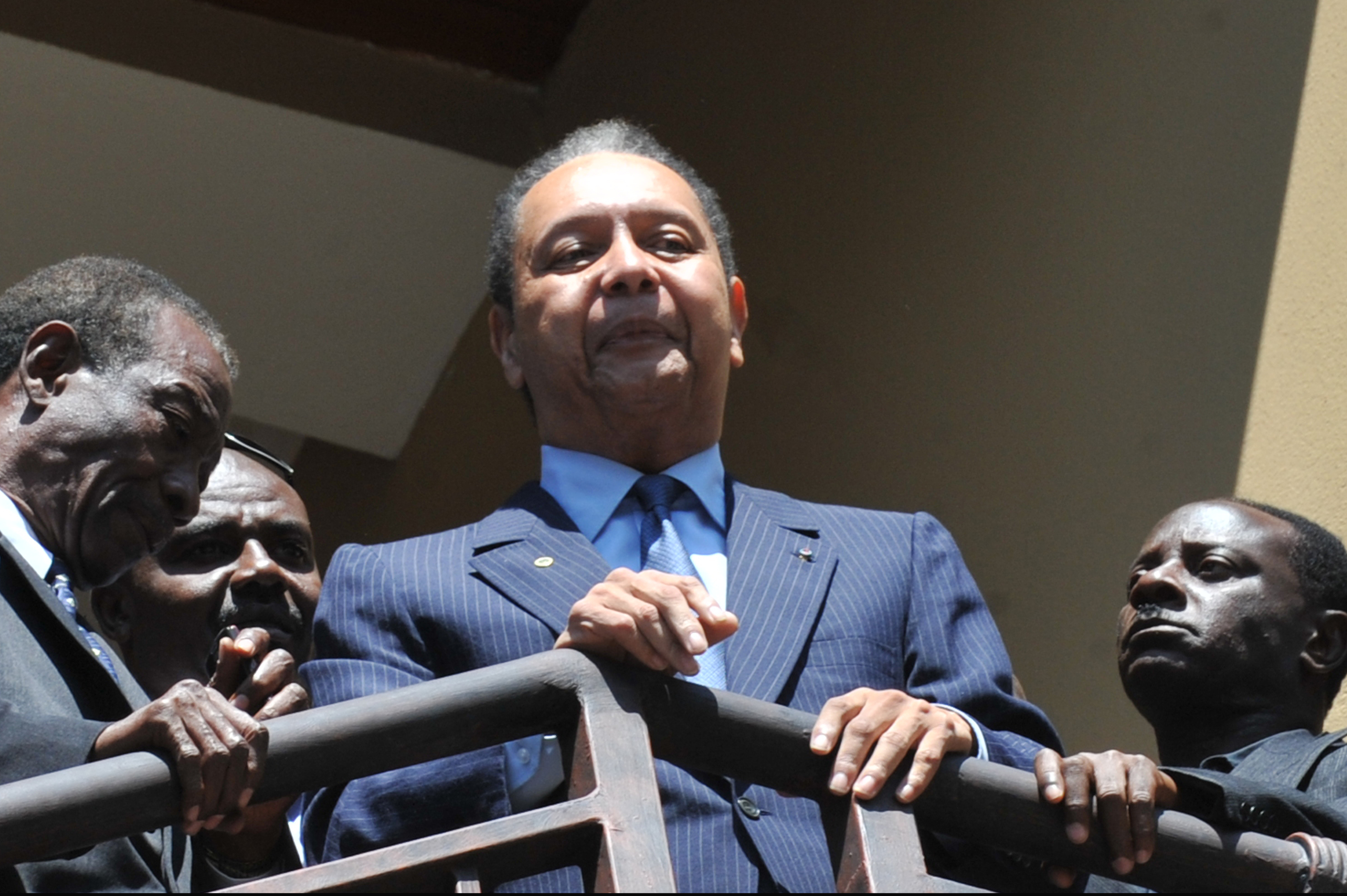
Jean-Claude Duvalier

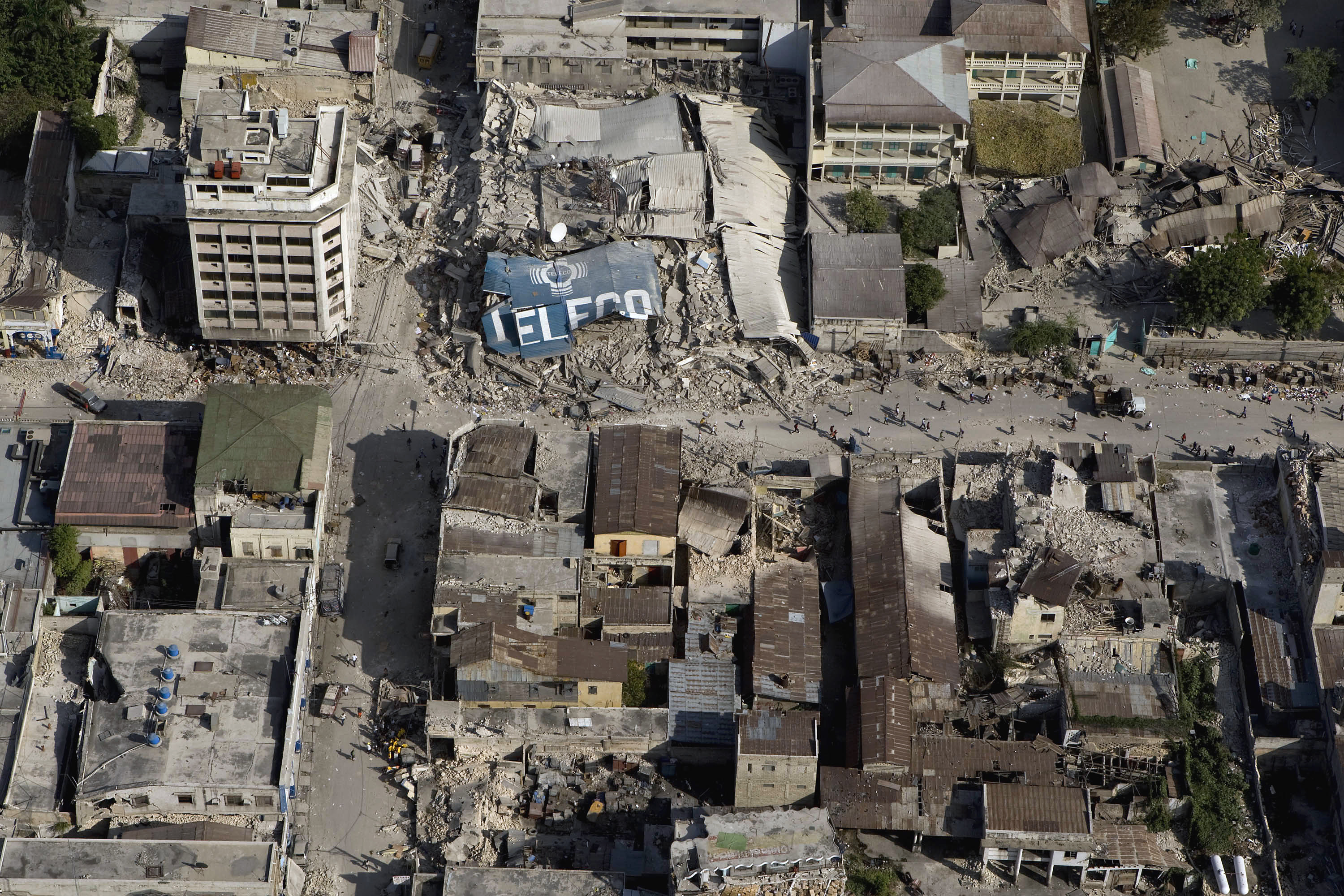
Zniszczenia w Port-au-Prince

Kalendarium historii Haiti

## Czasy kolonialne
- XV. – wyspę Haiti zamieszkali Karaibowie oraz podbici przez nich rdzenni Arawakowie[1].
- 1492 – Krzysztof Kolumb odkrył Haiti (nazwaną przez niego Hispaniolą)[1].
- XVI w. – rdzenna ludność prawie całkowicie wytrzebiona przez Hiszpanów[1].
- 1644 – francuscy piraci stworzyli miasto Port-de-Paix[1].
- 1697 – wyspa Haiti przeszła pod panowanie Francuzów[1].
- XVIII w. – rozwój gospodarczy wyspy[1].
- 1751-57 – wybuch rebelii wśród rdzennej ludności i niewolników, kierowanej przez François Mackandala[2].
- 1758 – wprowadzono przepisy ograniczające prawa Murzynów i Mulatów[2].
- 1758 – Mackandal został spalone na stosie przez Francuzów[2].
- 21 sierpnia 1791 – wybuch powstania niewolników[2].
- 1793 – zniesiono niewolnictwo[1].
- 1794 – F.-D. Toussaint L’Ouverture (jeden z liderów byłych niewolników) przeszedł na stronę Francji[1].
- 1796 – Toussaint L’Ouverture pokonał wojska hiszpańskie na Haiti[1].
- 1798 – Toussaint L’Ouverture pokonał wojska brytyjskie[1].
- 1801 – proklamowano konstytucję Saint-Domingue oraz utworzono państwo sprzymierzone z Francją. Toussaint Louverture ogłosił się dożywotnim gubernatorem[1].
- 1802 – wybuch kolejnego powstania (prowadzonego przez Murzynów i Mulatów), które przerodziło się w wojnę o niepodległość pod przywództwem Jean-Jacques’a Dessalinesa. Z powstańcami walczyły wojska francuskie i polskie (wielu polskie żołnierzy przeszło na stronę niewolników)[2][3].
- 1 stycznia 1804 – ogłoszenie niepodległości, nowe państwo przyjęło nazwę Haiti, Dessalines ogłosił się cesarzem Jakubem I[1].

## XIX i I poł. XX wieku
- 1806 – Jakub I został zamordowany, zaś samo państwo rozpadło się: na północy powstało murzyńskie Państwo Haiti, a na południu mulacka Republika Haiti[1].
- 1811 – Państwo Haiti zmieniło nazwę na Królestwo Haiti[1].
- 1820 – zjednoczenie państw przez Jean-Pierre’a Boyera[1].
- 1820-34 – rządu prezydenta Boyera[1].
- 1821 – Dominikana połączyła się z Haiti[1].
- 1825 – Haiti przyznało wysokie odszkodowania dla byłych właścicieli ziemskich[1].
- 1838 – Haiti przekazała odszkodowania dla byłych właścicieli ziemskich (w zamian za uznanie niepodległości przez Francję)[1].
- 1844 – Dominikana oderwała się od Haiti[1].
- 1847 – prezydentem został gen. Faustin Soulouque[1].
- 1849 – gen. Souloque przyjął tytuł cesarza Faustyna I[1].
- 1859 – obalono Faustyna I oraz przywrócono ustrój republikański[1].
- 1915 – wojska amerykańskie dokonały interwencji zbrojnej pod pretekstem zabezpieczenia spłat zadłużenia[1].
- 1915-34 – okupacja amerykańska[1].

## Rządy Duvalierów
- 1957 – wybory prezydenckie wygrał François Duvalier[1].
- 1957-71 – autorytarne rządy Duvaliera[1].
- 1971 – śmierć Duvaliera, władzę objął jego syn Jean-Claude Duvalier[1].
- 1986 – zmuszono Jean-Claude Duvaliera do opuszczenia Dominikany[1].

## Najnowsza historia
- 1987 – wprowadzono konstytucję[1].
- 1990 – przeprowadzono pierwsze demokratyczne wybory prezydenckie, które wygrał Jean-Bertrand Aristide[1].
- 1991 – Aristide utworzył ruch Lavalas dążący do reform politycznych i gospodarczych[1].
- 1991 – przeprowadzony wojskowy zamach stanu, który obalił Aristide’a[1].
- 1991-94 – masowa emigracja Haitańczyków do Dominikany i Stanów Zjednoczonych[1].
- październik 1994 – wojska USA (pod zgodą ONZ) przeprowadziła interwencje w Haiti[1].
- 1996 – ruch Lavalas rozpadł się[1].
- 1996-2001 – urząd prezydenta sprawował R. Préval z Organizacji Politycznej Lavalas[1].
- 2000 – partia zwolenników Aristide’a wygrała wybory parlamentarne i samorządowe, wynik wyborów zakwestionowała haitańska opozycja i międzynarodowi obserwatorzy[1].
- 2001 – Aristide wygrał wybory prezydenckie[1].
- 2001-04 – chaos w Haiti[1].
- luty 2004 – wielodniowe protesty przeciwko Aristide’owi[1].
- wrzesień 2004 – huragan Jeanne zabił ponad 1500 osób[1].
- styczeń 2010 – trzęsienie ziemi zniszczyło Port-au Prince[1].
- październik 2010 – wybuch epidemii cholery w wyniku której zmarło ponad 8900 osób[4].
- 28 listopada 2010 – przeprowadzono pierwszą turę wyborów prezydenckich[5].
- 8 grudnia 2010 – do II tury wyborów prezydenckich przeszli: Mirlande Manigart oraz Jude Celestin. Drugie miejsce Celestina wywołało falę spekulacji o fałszowaniu wyborów (na niekorzyść Michela Martelly'ego, które doprowadziły do zamieszek ponownego rozpatrzenia głosów[6].
- 20 marca 2011 – przeprowadzono II turę wyborów prezydenckich, które wygrał Michel Martelly (zdobywając 67,57% głosów)[7][8].
- 9 sierpnia 2015 – wybory parlamentarne[9].